# Орбита-ЗТМК-ЗНУ
«Орбита-ЗТМК-ЗНУ» — украинский женский волейбольный клуб из Запорожья, участник Суперлиги. С 2012 года поддержку команде оказывает Запорожский титано-магниевый комбинат.

## История
Команда «Орбита-Университет» была создана в 1972 году.
СССР
- Бронзовый призёр чемпионата СССР 1989.
- обладатель Кубка СССР 1985;
  - серебряный (1980) и бронзовый (1978, 1988, 1989, 1991) призёр розыгрышей Кубка СССР.
- Обладатель Кубка ЕКВ 1990 (тренер Бузаев В. Н.)

Украина
- Финалист Кубка ЕКВ — 1994/1995 (тренер Бузаев В. Н.)
- Чемпион Украины — 1992/1993[3]
- 6-кратный серебряный призёр чемпионата Украины — 1991/1992, 1993/1994, 1994/1995, 1997/1998, 2002/2003, 2003/2004[3]
- 6-кратный бронзовый призёр чемпионата Украины — 1995/1996, 2001/2002, 2006/2007, 2012/2013, 2013/2014, 2014/2015[3]
- Обладатель Кубка Украины — 1993[3]
- Бронзовые награды Кубка Украины — 2006 года и 2013 года[4].
- Победитель чемпионата Украины высшей лиги сезона 2011/2012 годов[4].

Игроки, которые составляли основу юниорской сборной Чемпионат Европы U-19 (тренер Перебейнос В. В.):
- «Серебро» — 2002 г.
- «Золото» — 2005 г.

Игроки, которые составляли основу юниорской сборной на Чемпионате мира:
- 5 место в 2002 г. (тренер Бузаев В. М.)
- 9-12 место в 2005 г. (тренер Перебейнос В. В.)

## Названия
- 1972—1993 — «Орбита»
- 1993—1997 — «Орбита-ЗАЭС»
- 1997—1999 — «Орбита»
- 1999—2000 — «Орбита-Индустриал»
- 2000—2001 — «ЗГИА-Орбита»
- 2001—2007 — «ЗГИА»
- 2007—2012 — «Орбита-Университет»
- с 2012 — «Орбита-ЗТМК-ЗНУ»

Участник украинской Суперлиги сезона 2009\2010, занявшая последнее место в Суперлиге сезона 2010\2011. В сезоне 2011—2012 команда стала чемпионом Высшей лиги и получила право выступать в Суперлиге. В сезоне в 2012\2013 в команду пришёл тренер Игорь Филиштинский.